# Amenity
Amenity – demo holenderskiego zespołu symfoniczno-metalowego Delain, wydane przez sam zespół 7 grudnia 2002 roku.

## Lista Utworów
Opracowano na podstawie materiału źródłowego.
1. „Maniken" – 5:29
2. „Predestined Lives" – 3:38
3. „Amenity" – 5:13
4. „Forest" – 5:01

## Twórcy
Opracowano na podstawie materiału źródłowego.
Zespół Delain w składzie
- Anne Invernizzi – śpiew
- Roy van Enkhuyzeni – gitara
- Frank van der Meijden – gitara
- Martijn Westerholt – instrumenty klawiszowe
- Martijn Willemsen – gitara basowa
- Tim Kuper – perkusja